# Synplasta annuliventris
Synplasta annuliventris är en tvåvingeart som beskrevs av Frederick Askew Skuse 1890. Synplasta annuliventris ingår i släktet Synplasta och familjen svampmyggor. Inga underarter finns listade i Catalogue of Life.